# Evangeline Barongo
Evangeline Barongo est une autrice ougandaise de littérature pour enfants.    

## Biographie
Evangeline Barongo est un membre fondateur de l'Uganda Children's Writers and Illustrators Association (UCWIA), une plateforme qui rassemble des écrivains et des illustrateurs de livres pour enfants, des bibliothécaires, des enseignants, des éditeurs et des libraires. Elle est également membre de la Reading Association of Uganda (RAU), de la Uganda Library and Information Association et de la section internationale de l'Ouganda Board on Books for Young People (IBBY) établie en 2004,,. Elle siège au conseil d'administration du National Book Trust of Uganda depuis sa création en 1997. 
Elle suit une formation d'infirmière maternelle et travaille pendant un an en Angleterre après avoir suivi un cours de psychologie infantile. Plus tard, elle obtient un diplôme en science des bibliothèques à l'Université Bayero Kano au Nigéria, avant de travailler comme bibliothécaire à l'université. Elle retourne en Ouganda en 1986 pour travailler avec l'Ouganda Public Libraries Board pendant qu'elle dirige un service de bibliothèque pour enfants à Kampala. En 1991, Barongo remporte une bourse de deux mois à la Bibliothèque internationale de la jeunesse à Munich. 

## Écriture
Barongo a entrepris des projets pour enfants en Suède, en Afrique du Sud et aux États-Unis. Elle écrit en anglais et en nyoro, sa langue maternelle. Ses livres sont commercialisés en Europe et lui ont valu plusieurs prix, parmi lesquels l'auteur NABOTU de l'année en 2008. Barongo est maintenant à la retraite de la fonction publique active mais possède une librairie à Hoima et continue d'écrire pour les enfants et de rester impliquée dans les activités de promotion de la lecture des enfants. 

## Publications

### Livres
- (en) Courageous weaver bird, Uganda Children's writers and illustrators association, 2015
- (en) Ten goats in a meeting, Uganda Children's writers and illustrators association, 2014
- (en) My Precious Name, Teach Twice, 2012
- (en) ABCD ... Guess who?, Uganda Children's writers and illustrators association, 2009
- (en) Greedy Monkey Looses a Best Friend, Uganda Children's writers and illustrators association, 2008
- (en) My Name is Street Child, Begger Rose: Gr 4 & 5 (Stars of Africa), Maskew Miller Longman Pty.Ltd ,South Africa, 2002 (ISBN 978-0636049635)
- (en) The African Children's Stories, Lake Publishers & Enterprises, 1994 (ISBN 9789966847690)
- The ten foolish goats
- Our escape from school discovered
- We Are All Animals
- Pilo and Joba
- Who Owns The Fruit Tree
- Kaheru the Orphan
- How hare became a king
- Ngonzaki and her decorated letters